# Szürkefejű bozótgébics
A szürkefejű bozótgébics (Malaconotus blanchoti) a madarak osztályának verébalakúak (Passeriformes) rendjébe és a bokorgébicsfélék (Malaconotidae) családjába tartozó faj.

## Rendszerezése
A fajt James Francis Stephens angol ornitológus írta le 1826-ban.

## Alfajai
- Malaconotus blanchoti approximans (Cabanis, 1869)
- Malaconotus blanchoti blanchoti Stephens, 1826
- Malaconotus blanchoti catharoxanthus Neumann, 1899
- Malaconotus blanchoti citrinipectus Meise, 1968
- Malaconotus blanchoti extremus Clancey, 1957
- Malaconotus blanchoti hypopyrrhus Hartlaub, 1844
- Malaconotus blanchoti interpositus Hartert, 1911[2]

## Előfordulása
Afrika nagy részén, Angola, Benin, Bissau-Guinea, Botswana, Burkina Faso, a Dél-afrikai Köztársaság, Csád, Elefántcsontpart, Eritrea, Etiópia, Gambia, Ghána, Guinea, Kamerun, a Kongói Demokratikus Köztársaság, a Közép-afrikai Köztársaság, Kenya, Malawi, Mali, Mozambik, Namíbia, Niger, Nigéria, Ruanda, Szenegál, Sierra Leone, Szomália, Szudán, Szváziföld, Tanzánia, Togo, Uganda, Zambia és Zimbabwe területén honos.
Természetes élőhelyei a szubtrópusi vagy trópusi száraz erdők, síkvidéki esőerdők, szavannák és cserjések, valamint ültetvények és városi régiók. Állandó, nem vonuló faj.

## Megjelenése
Testhossza 26 centiméter, testtömege 65-100 gramm.
|  |

## Természetvédelmi helyzete
Az elterjedési területe rendkívül nagy, egyedszáma pedig növekszik. A Természetvédelmi Világszövetség Vörös listáján nem fenyegetett fajként szerepel.